# West Hartlepool Rugby Football Club
Il West Hartlepool Rugby Football Club, anche noto come West Hartlepool o West, è un club britannico di rugby a 15 di Hartlepool (Durham) affiliato alla federazione inglese; milita in National League 3 North (la quinta divisione nazionale), dopo avere militato, in passato, in Prima Divisione a più riprese fino al 1999, a cavallo tra le epoche dilettantistica e professionistica.
Disputa le sue gare interne allo stadio Brinkburn, nell'omonimo quartiere, e i suoi colori sociali sono il rosso, il verde e il bianco; la squadra veste inoltre una tenuta alternativa completamente verde.

## Storia
Il club fu fondato nel 1881 dai lavoratori portuali, minerari e ferrovieri confluiti nella contea di Durham da varie parti del Regno Unito, principalmente dal Galles e dalla contea inglese dello Yorkshire.
La squadra così formata praticò il rugby fino al 1908, allorquando il comitato direttivo decise di passare al calcio e diede vita all'Hartlepool United Football Club.
I rugbisti rimasti si riunirono in un club chiamato Greatham che, nel 1911, riprese il nome originario di West Hartlepool.
Il club diede diversi giocatori internazionali all'Inghilterra nel primo periodo di storia, prima della scissione del calcio; il primo fu John T. Taylor, che vestì la maglia inglese alla fine del XIX secolo.
Dopo la Grande Guerra, grazie al traffico di tronchi nel locale porto, furono attirate nel luogo numerose nuove famiglie, e la squadra godette di una relativa floridità: tra le più note del luogo, la famiglia Aarvold, lì stabilitasi, che diede alla squadra Carl, un futuro nazionale inglese e giocatore dei British Lions, nonché avvocato e giudice, e Brian, giocatore di lungo corso nel club.
Il club continuò nella sua anonima attività rugbistica fino alla fine degli anni sessanta: nel 1970, infatti, il West si qualificò per un torneo nazionale grazie alla vittoria della Coppa di contea sull'Headingley, squadra che vantava giocatori di rilievo come il suo capitano Ian McGeechan, e iniziò da allora a essere invitato per confronti contro squadre più quotate.
A inizio degli anni ottantta il club ingaggiò i due gemelli neozelandesi Alan e Gary Whetton, futuri campioni del mondo nel 1987.
Nel 1987 la Federazione inglese istituì il primo campionato di lega, nella cui terza divisione il West iniziò; promosso in seconda divisione nel 1990, guadagnò l'accesso alla Premiership 1992-93 venendo retrocessa subito in seconda divisione; tornata al massimo livello nel 1994, vi rimase tre stagioni fino al 1997, anno della seconda retrocessione; nel frattempo il rugby era passato al professionismo e, nonostante il ritorno in Premiership grazie anche all'ingaggio di un altro neozelandese, Mike Brewer, la squadra non poté evitare la retrocessione: fu quello solo il primo atto di una caduta libera del club (3 vittorie e 71 sconfitte nei successivi 3 campionati) che, complici le ripetute defezioni anno dopo anno, infilò quattro retrocessioni consecutive per finire, nel 2002, in quarta divisione.
Alla base della discesa vi furono le nuove regole imposte dal professionismo per i club di prima divisione (oltre agli inevitabili costi per la squadra, anche altre spese accessorie come quelle degli steward allo stadio) e l'impossibilità di giocare nel proprio stadio per inadeguatezza dell'impianto, cosa questa che costrinse il club a chiedere ospitalità all'Hartlepool Rovers e inducendo quindi molti suoi tifosi a non mettere piede in tale stadio.
Il club, attualmente completamente dilettantistico, gioca allo stadio di Brinkburn, impianto scolastico, ed è presente con una prima squadra e tre categorie giovanili; è allo studio anche il lancio di una squadra femminile.
La squadra gioca con una maglietta a strisce orizzontali alternate rosse, verdi e bianche, pantaloncini e calzettoni verde bottiglia; la seconda tenuta è invece completamente verde bottiglia.

## Giocatori internazionali
- Mike Brewer
- Alan Whetton
- Gary Whetton
- Tim Stimpson
- Mike Mullins
- Mark Giacheri